# Campionati italiani femminili assoluti di atletica leggera 1943
I XXI campionati italiani femminili assoluti di atletica leggera si sono tenuti presso l'Arena Civica di Milano il 4 luglio 1943.
La gara della staffetta 4×100 metri valida per i campionati italiani si è invece corsa il 18 luglio dello stesso anno presso il campo polisportivo di Parma, in concomitanza con le gare maschili dei 10 000 metri piani, e delle staffette 4×100 e 4×400 metri, anch'esse valide per i campionati italiani assoluti. Sono stati assegnati dieci titoli in altrettante discipline.
Durante la manifestazione Brunilde Leone batté il record italiano degli 800 metri piani con il tempo di 2'21"3.

## Risultati

### Le gare a Milano
| Specialità             | Oro                                                  | Prestazione | Argento                                           | Prestazione | Bronzo                              | Prestazione |
| Corse                  | Corse                                                | Corse       | Corse                                             | Corse       | Corse                               | Corse       |
| ---------------------- | ---------------------------------------------------- | ----------- | ------------------------------------------------- | ----------- | ----------------------------------- | ----------- |
| 100 m                  | Ines Bressanello Società Ginnastica Costantino Reyer | 12"4        | Liliana Tagliaferri Sport Club Italia             | 12"4        | Italia Lucchini Venchi Unica Torino | 12"5        |
| 200 m                  | Rosetta Cattaneo Filotecnica Milano                  | 26"1        | Anna Maria Cantù Venchi Unica Torino              | 26"5        | Marchisotti                         | 26"5        |
| 800 m                  | Brunilde Leone Sip Torino                            | 2'21"3      | Wanda Butti                                       | 2'24"7      | Racchetto                           | 2'33"0      |
| 80 m hs                | Elda Franco Sip Torino                               | 12"5        | Ondina Valla Gruppo Franco Gozzi                  | 12"6        | Giulia Bertotti Venchi Unica Torino | 12"6        |
| Salti                  |                                                      |             |                                                   |             |                                     |             |
| Salto in alto          | Caterina Gallo Venchi Unica Torino                   | 1,45 m      | Ramella Sip Torino                                | 1,45 m      | Ester Palmesino Sip Torino          | 1,45 m      |
| Salto in lungo         | Amelia Piccinini Venchi Unica Torino                 | 5,20 m      | Elda Franco Sip Torino                            | 5,11 m      | Lidia Zanuttigh                     | 5,08 m      |
| Lanci                  |                                                      |             |                                                   |             |                                     |             |
| Getto del peso         | Amelia Piccinini Venchi Unica Torino                 | 12,06 m     | Giorgina Grossi Filotecnica Milano                | 11,99 m     | Ada Turci Venchi Unica Torino       | 11,01 m     |
| Lancio del disco       | Edera Cordiale Venchi Unica Torino                   | 39,34 m     | Beccari                                           | 36,88 m     | Giorgina Grossi Filotecnica Milano  | 35,70 m     |
| Lancio del giavellotto | Ada Turci Venchi Unica Torino                        | 37,92 m     | Edda Ballaben Dopolavoro Pubblico Impiego Trieste | 34,97 m     | Marchione                           | 34,72 m     |

### La staffetta a Parma
| Specialità        | Oro                                                                     | Prestazione | Argento                                                                  | Prestazione | Bronzo                                                        | Prestazione |
| ----------------- | ----------------------------------------------------------------------- | ----------- | ------------------------------------------------------------------------ | ----------- | ------------------------------------------------------------- | ----------- |
| Staffetta 4×100 m | Dopolavoro Singer Monza Ostinelli Carpi Wanda Butti Liliana Tagliaferri | 50"6        | Venchi Unica Torino Sibana Lucia Sereno Anna Maria Cantù Italia Lucchini | 50"6        | Gruppo Franco Gozzi Pozzato Marzocchi Mercuriali Ondina Valla | 52"1        |